# Rajdowe Mistrzostwa Europy 1965

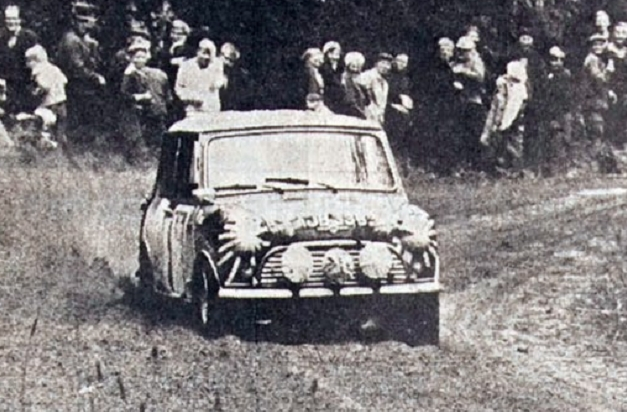
Timo Mäkinen podczas wygranego 15. Jyväskylän Suurajot - Rally of 1000 Lakes

Sezon Rajdowych Mistrzostw Europy 1965 był 13 sezonem Rajdowych Mistrzostw Europy (FIA European Rally Championship). Składał 13 rajdów, rozgrywanych w Europie.

## Kalendarz[1]
| Runda | Data             | Nazwa rajdu                                   | Zwycięzca             | Wyniki |
| ----- | ---------------- | --------------------------------------------- | --------------------- | ------ |
| 1     | 16-25 stycznia   | 34. Rallye Automobile de Monte-Carlo          | Timo Mäkinen          | Wyniki |
| 2     | 25-28 lutego     | 5. Rallye dei Fiori                           | Leo Cella             | Wyniki |
| 3     | 10-14 marca      | 16. KAK Rallyt - Swedish Rally                | Tom Trana             | Wyniki |
| 4     | 1-4 kwietnia     | 13. RACE Rallye de España                     | Juan Fernández García | Wyniki |
| 5     | 26-29 kwietnia   | 17. Internationale Tulpenrallye               | Rosemary Smith        | Wyniki |
| 6     | 20-23 maja       | 13. Rajd Akropolu                             | Carl-Magnus Skogh     | Wyniki |
| 7     | 10-12 czerwca    | 34. Rallye de Genève                          | Rauno Aaltonen        | Wyniki |
| 8     | 5-7 lipca        | 6. Rajd Wełtawy                               | Rauno Aaltonen        | Wyniki |
| 9     | 19-25 lipca      | 26. Coupe des Alpes                           | René Trautmann        | Wyniki |
| 10    | 4-8 sierpnia     | 25. Rajd Polski                               | Rauno Aaltonen        | Wyniki |
| 11    | 20-22 sierpnia   | 15. Jyväskylän Suurajot - Rally of 1000 Lakes | Timo Mäkinen          | Wyniki |
| 12    | 8-9 października | 3. Rally München-Wienna-Budapest              | Rauno Aaltonen        | Wyniki |
| 13    | 21-25 listopada  | 14. RAC Rally                                 | Rauno Aaltonen        | Wyniki |

## Klasyfikacja kierowców[1]
| Msc. | Kierowca         | MON | ITA | SWE | ESP | NLD | GRE | CHE | CSK | FRA | POL | FIN | BRD | GBR | Punkty |
| ---- | ---------------- | --- | --- | --- | --- | --- | --- | --- | --- | --- | --- | --- | --- | --- | ------ |
| 1    | Rauno Aaltonen   | NU  |     | NU  |     |     |     | 1   | 1   | 14  | 1   | 2   | 1   | 1   | 97.0   |
| 2    | Timo Mäkinen     | 1   |     | NU  |     | 6   | NU  | NU  | NU  | 2   |     | 1   |     | 2   | 67.0   |
| 3 ?  | Sobiesław Zasada | 17  |     |     | NU  | 9   | 7   | 3   | NU  |     | 2   |     | 3   | 37  | ?      |
| 3 ?  | René Trautmann   | NU  | 12  |     |     |     | 3   | 2   | 2   | 1   | 4   | NU  | NU  |     | 61.0   |

| Kolor     | Opis                   |
| --------- | ---------------------- |
| Złoty     | Zwycięzca              |
| Srebrny   | 2. miejsce             |
| Brązowy   | 3. miejsce             |
| Zielony   | Punktowane miejsce     |
| Niebieski | Ukończył nie punktował |
| Fioletowy | Nie ukończył NU        |
| Czarny    | Wykluczony X           |
| Biały     | Nie wystartował NW     |
| Puste     | Nie brał udziału       |

| Msc. | Kierowca         | MON | ITA | SWE | ESP | NLD | GRE | CHE | CSK | FRA | POL | FIN | BRD | GBR | Punkty |
| ---- | ---------------- | --- | --- | --- | --- | --- | --- | --- | --- | --- | --- | --- | --- | --- | ------ |
| 1    | Rauno Aaltonen   | NU  |     | NU  |     |     |     | 1   | 1   | 14  | 1   | 2   | 1   | 1   | 97.0   |
| 2    | Timo Mäkinen     | 1   |     | NU  |     | 6   | NU  | NU  | NU  | 2   |     | 1   |     | 2   | 67.0   |
| 3 ?  | Sobiesław Zasada | 17  |     |     | NU  | 9   | 7   | 3   | NU  |     | 2   |     | 3   | 37  | ?      |
| 3 ?  | René Trautmann   | NU  | 12  |     |     |     | 3   | 2   | 2   | 1   | 4   | NU  | NU  |     | 61.0   |

| Kolor     | Opis                   |
| --------- | ---------------------- |
| Złoty     | Zwycięzca              |
| Srebrny   | 2. miejsce             |
| Brązowy   | 3. miejsce             |
| Zielony   | Punktowane miejsce     |
| Niebieski | Ukończył nie punktował |
| Fioletowy | Nie ukończył NU        |
| Czarny    | Wykluczony X           |
| Biały     | Nie wystartował NW     |
| Puste     | Nie brał udziału       |